# Рагаљ
Рагаљ је насеље у Мађарској, у жупанији Боршод-Абауј-Земплен.

## Историја
Прва сеоска црква подигнута је у 13. веку. Већина становништва преобраћена је у калвинизам у 16. веку. Турске снаге уништиле су село 1558. године.

## Становништво
Према попису из 2011. године, већински део становништва у Рагљу чинили су Мађари — 60%, док су остали становници били Роми — 40%.